# ان‌جی‌سی ۵۶۱۷
ان‌جی‌سی ۵۶۱۷ (انگلیسی: NGC 5617) یک خوشه باز در صورت فلکی قنطورس است.